# Escudo de Espírito Santo
El escudo de armas del estado de Espírito Santo fue instituido por el Decreto-Ley del 24 de julio de 1947, y es obligatoria su impresión en todos los papeles oficiales del Gobierno del Estado. El primer escudo del estado fue oficializado por la Ley N.º 2 del 11 de junio de 1892 y adoptó como emblema la constelación de la cruz del Sur, rodeada por cuatro fechas notables para el estado y alrededor de las palabras "Estado do Espírito Santo" ("Estado de Espírito Santo"). Posteriormente, a través del Decreto N.º 456 del 7 de septiembre de 1909 (revocado por la Constitución brasileña de 1937), el escudo adquirió las características actuales.
Sus componentes principales y sus significados son:
- Convento da Penha (en lengua española:Convento de la Peña): Mayor monumento religioso e histórico del estado. Nuestra Señora de la Peña, la protectora del Espíritu Santo;
- Ramo de café (a la derecha): Representa el principal producto agrícola espiritossantense (desde 1850);
- Ramo de caña de azúcar (a la izquierda): Representa el principal producto agrícola de la economía del estado en el pasado (hasta 1850).
- 23 de mayo de 1535: Día de la llegada de Vasco Fernandes Coutinho a Espírito Santo e inicio de la colonización del suelo espírito-santense;
- 12 de junio de 1817: Día del fusilamiento, en la Bahía, de Domingos José Martins, héroe espiritossantense, uno de los jefes de la Revolución Pernambucana, que aspiraba a la independencia del Brasil de Portugal;
- Tres estrellas (arriba, abajo y la izquierda): representan los estados vecinos (Bahía, Río de Janeiro y Minas Gerais).
- Los colores rosa y azul derivan de los colores de las túnicas de la imagen de Nuestra Señora de la Peña, como anteriormente se ha mencionado, patrona del Estado.

## Escudos históricos

### Emblema de 1892
El primer sello del estado fue oficializado por la ley número 2 del 11 de junio de 1892 y adoptaba como emblema del estado la constelación de la Cruz del Sur, rodeada por cuatro fechas notables para el estado y alrededor de las palabras “Estado do Espírito Santo” queienes traducidas al castellano significan "Estado del Espíritu Santo".

### Escudo de armas de 1909

Primer escudo de armas de Espírito Santo (1909-1937)

El primer escudo de armas del estado fue establecido mediante decreto número 456 del 7 de septiembre de 1909, que lo describe de la siguiente manera en el artículo 2:

Este escudo está representado por una gran estrella azul y rosa en cuyo centro se puede ver la entrada al bar Victoria con las montañas Moreno y Penha, destacando al fondo el convento de Nuestra Señora de la Peña, rodeado por dos círculos concéntricos, en cuyo espacio intermedio se tienen las palabras: "Trabalha e confia" — "Estado do Espirito Santo" ("Trabaja y confía" - "Estado de Espírito Santo"). En forma de lira, dos ramas de café y caña de azúcar rodean la gran estrella, unidas al final por un lazo con las fechas - 23 de maio de 1535 - 2 de maio de 1892 (23 de mayo de 1535 - 2 de mayo de 1892), con tres estrellas más pequeñas alrededor de todo el conjunto, que representan. los estados fronterizos de Espírito Santo.

Visualmente similar al escudo de armas actualmente en uso, se diferencia únicamente en las fechas registradas en la lista, a saber:
- 23 de mayo de 1535: llegada de Vasco Fernandes Coutinho a Espírito Santo y comienzo de la colonización del suelo espírito-santense;
- 2 de mayo de 1892: Primera Constitución política del estado federado de Espírito Santo

Con la constitución brasileña de 1937 se abolieron los símbolos estatales y municipales, el escudo de armas dejó de utilizarse, hasta que fue reinstituido una década después.